# Mary Robinette Kowal
Mary Robinette Kowal, nata Mary Robinette Harrison (Raleigh, 8 febbraio 1969), è una scrittrice e marionettista statunitense particolarmente nota nell'ambito della fantascienza e del fantasy. Ha ricevuto numerosi premi.

## Biografia
Mary Robinette Harrison è nata a Raleigh e ha studiato alla East Carolina University, diplomandosi in educazione artistica con una specializzazione in teatro e iniziò a lavorare come burattinaia nel 1989. Si è esibita al Center for Puppetry Arts e ha lavorato per la Jim Henson Productions e con una sua compagnia di produzione, la Other Hand Productions. Ha lavorato anche in Islanda nel programma televisivo Lazy Town per due stagioni.
È stata direttrice artistica dello Shimmer Magazine e dal 2010 per Weird Tales. Per due anni è stata segretaria della Science Fiction and Fantasy Writers of America ed è stata eletta vicepresidente nel 2010 e presidente nel 2019.
Nel 2008 ha vinto il John Wood Campbell per il miglior nuovo scrittore. I suoi racconti sono stati pubblicati su riviste come Talebones Magazine, Strange Horizons e Apex Digest. e includono For Solo Cello, op. 12,, pubblicato su Cosmos Magazine nel 2008 che superò il ballottaggio preliminare per il Premio Nebula 2007., Evil Robot Monkey candidato per il Premio Hugo nel 2009 e For Want of a Nail vincitore del premio Hugo nel 2011.
Il suo romanzo di esordio, Shades of Milk and Honey fu candidato al Premio Nebula per il miglior romanzo 2010. Il suo racconto, The Lady Astronaut of Mars non fu candidabile per il premio Hugo 2013 perché era stato pubblicato come parte di un audiolibro, ma venne successivamente pubblicato come libro vincendo l'Hugo nel 2014. The Calculating Stars, primo romanzo del ciclo Lady Astronaut of Mars, è stato candidato al Premio Hugo per il miglior romanzo 2019 e ha vinto il Premio Nebula per il miglior romanzo 2019.
Nel 2009 ha donato il suo archivio (manoscritti di sue opere, corrispondenza e materiali vari delle convention) al dipartimento Rare Books and Special Collections della Northern Illinois University.
Dopo aver partecipato diverse volte come ospite del podcast Writing Excuses è diventata un membro regolare all'inizio della sesta stagione nel 2011.
Ha registrato diversi audiolibri di romanzi di autori come John Scalzi, Seanan McGuire, Cory Doctorow e Kage Baker.

## Opere

### Romanzi
- Glamourist Histories
  - Shades of Milk and Honey, Tor Books, 2010
  - Glamour in Glass, Tor Books, 2012
  - Without a Summer, Tor Books, 2013
  - Valour and Vanity, Tor Books, 2014
  - Of Noble Family, Tor Books, 2015
- Lady Astronaut of Mars
  - The Calculating Stars, Tor Books, 2018 - Urania Jumbo N° 50, Mondadori-Milano, 2023
  - Il destino del cielo (The Fated Sky, Tor Books, 2018) di Mary Robinette Kowal, Urania Jumbo 56, Mondadori-Milano, giugno 2024
  - The Relentless Moon, Tor Books, 2020
- Altri romanzi
  - Ghost Talkers, Tor Books, 2016

### Romanzi brevi
- Kiss Me Twice, Asimov's Science Fiction, 2011 (candidato al Premio Hugo per il miglior romanzo breve)
- Forest of Memory, Tor.com / maryrobinettekowal.com, 2014

### Racconti lunghi
- The Lady Astronaut of Mars, Tor.com / maryrobinettekowal.com, 2013
- A Fire in the Heavens, Shadows Beneath anthology, 2014
- The Worshipful Society of Glovers (Uncanny 7-8/17)[19]

### Antologie
- Scenting the Dark and Other Stories, Subterranean Press, 2009
- Word Puppets, Prime Books, 2015

### Racconti brevi
- Just Right, The First Line, 2004
- Rampion, The First Line, 2004
- The Shocking Affair of the Dutch Steamship Friesland, The First Line, 2004
- Portrait of Ari, Strange Horizons, 2006
- Bound Man, Twenty Epics, 2006
- Cerbo in Vitra ujo, Apex Digest, 2006
- Locked In, Apex Digest, 2006
- This Little Pig, Cicada, 2007
- For Solo Cello, op. 12, Cosmos, 2007
- Horizontal Rain, Apex Online, 2007
- Death Comes But Twice, Talebones, 2007
- Some Other Day, All Possible Worlds, 2007
- Tomorrow and Tomorrow, Gratia Placenti, 2007
- Suspension and Disbelief, Doctor Who: Short Trips: Destination Prague, 2007
- Clockwork Chickadee, Clarkesworld Magazine, 2008
- Scenting the Dark, Apex Online, 2008
- Waiting for Rain, Subterranean Magazine, 2008
- Chrysalis, Aoife’s Kiss, 2008
- Evil Robot Monkey, The Solaris Book of New Science Fiction, Vol. 2, 2008 (candidato al Hugo Award for Best Short Story)
- At the Edge of Dying, Clockwork Phoenix 2: More Tales of Beauty and Strangeness, 2009
- Body Language, InterGalactic Medicine Show, 2009
- The Consciousness Problem, Asimov's Science Fiction, 2009
- First Flight, Tor.com, 2009
- Ginger Stuyvesant and the Case of the Haunted Nursery, Talebones, 2009
- Jaiden’s Weaver, Diamonds in the Sky: An Astronomical Anthology, 2009
- Prayer at Dark River, Innsmouth Free Press, 2009
- Ring Road, Dark Faith Anthology, 2010
- The Bride Replete, Apex Online, 2010
- Beyond the Garden Close, Apex Online, 2010
- Typewriter Triptych, Sharable.net, 2010
- For Want of a Nail, Asimov's Science Fiction, 2010 (winner of the Premio Hugo per il miglior racconto breve)
- Salt of the Earth, Redstone Science Fiction, 2010
- American Changeling, Daily Science Fiction, 2010
- Changement d’itinéraire (Changed Itinerary), Légendes, 2010
- Birthright, 2020 Visions, 2010
- Water to Wine, METAtropolis: Cascadiopolis, 2010
- We Interrupt This Broadcast, The Mad Scientist's Guide to World Domination, 2013

## Premi e riconoscimenti
- Vincitrice, 2008 Premio John Wood Campbell per il miglior nuovo scrittore[20]
- Candidata, 2009 Premio Hugo per il miglior racconto breve - Evil Robot Monkey in The Solaris Book of New Science Fiction, Vol. 2[21]
- Candidata, 2010 Premio Locus per il miglior racconto lungo - First Flight, Tor.com[22]
- Candidata, 2010 Premio Nebula per il miglior romanzo - Shades of Milk and Honey, Tor Books[23]
- Candidata, 2011 Premio Locus per la miglior opera prima - Shades of Milk and Honey, Tor Books[24]
- Vincitrice, 2011 Premio Hugo per il miglior racconto breve - For Want of a Nail, Asimov's Science Fiction[25]
- Kiss Me Twice (Asimov's Science Fiction)
  - Candidata, 2011 Premio Nebula per il miglior romanzo breve[26]
  - Candidata, 2012 Premio Hugo per il miglior romanzo breve[27]
  - Candidata, 2012 Premio Locus per il miglior romanzo breve[28]
- Writing Excuses
  - Candidata, 2012 Premio Hugo per la miglio opera sull'argomento - Writing Excuses 6ª stagione[29]
  - Vincitrice, 2013 Premio Hugo per la miglio opera sull'argomento - Writing Excuses7ª stagione[30]
  - Candidata, 2014 Premio Hugo per la miglio opera sull'argomento - Writing Excuses 8ª stagione[31]
- Candidata, 2012 Premio Nebula per il miglior romanzo - Glamour in Glass[32]
- Candidata, 2013 Premio Locus per il miglior romanzo fantasy - Glamour in Glass[33]
- Candidata, 2013 Premio Locus per il miglior racconto lungo - The Lady Astronaut of Mars (Rip-Off!)[33]
- Vincitrice, 2014 Premio Hugo per il miglior racconto - The Lady Astronaut of Mars, Tor.com / maryrobinettekowal.com[34]
- Candidata, 2015 Premio Seiun per il miglior racconto tradotto - For Want of a Nail, tradotto da Fumiyo Harashima (Hayakawa SF 4/14)[35]
- Candidata, 2017 Premio Mythopoeic Award il miglior racconto fantasy - Ghost Talkers[36]
- Candidata, 2018 Premio Locus per il miglior racconto lungo - The Worshipful Society of Glovers (Uncanny 7-8/17)[19]
- The Calculating Stars, Tor Books
  - Vincitrice, 2018 Premio Nebula per il miglior romanzo[37]
  - Vincitrice, 2019 Premio Hugo per il miglior romanzo[38]
  - Vincitrice, 2019 Premio Locus per il miglior romanzo di fantascienza[39]
  - Candidata, 2019 Premio John Wood Campbell Memorial[40]